# 美作大崎站
美作大崎站（日语：／ Mimasaka-Ōsaki eki */?）是位於岡山縣津山市福力，西日本旅客鐵道（JR西日本）的姬新線車站。
車站名稱取自此站地段曾經是前勝田郡大崎村。

## 歷史
- 1934年（昭和9年）11月28日 - 國有鐵道姬津西線東津山站至美作江見站之間開業，此站啟用。
  - 當時車站地址為岡山縣勝田郡大崎村（日语：大崎村 (岡山県)）福力（日语：福力 (津山市)）。
- 1936年（昭和11年）
  - 4月8日 - 姬路站至東津山站之間全線開通，姬津東線和姬津西線合併為姬津線，此站成為姬津線車站。
  - 10月10日 - 姬津線編入至姬新線一部分，此站成為姬新線車站。
- 1954年（昭和29年）7月1日 - 大崎村編入至津山市，車站地址變為岡山縣津山市福力。
- 1973年（昭和48年）3月12日 - 成為無人車站。
- 1987年（昭和62年）4月1日 - 伴隨國鐵分割民營化，車站由西日本旅客鐵道（JR西日本）營運。

## 車站構造

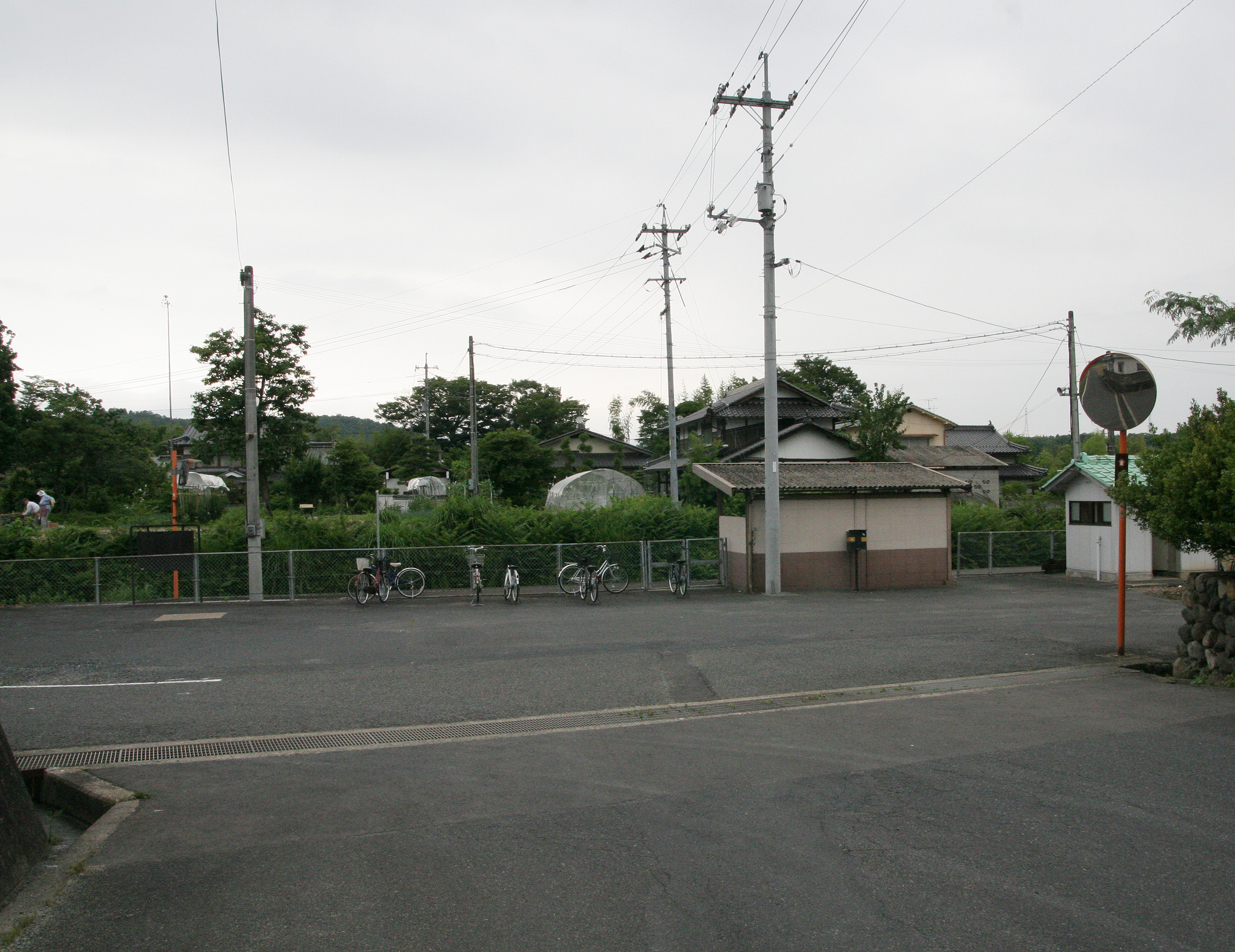
車站全景（2008年6月26日）

車站是一座地面車站，設有1面1線的單式月台，津山方向的列車會開啟左邊車門。佐用方向和津山方向的列車使用同一月台。
此站是由津山站管理的無人車站。此站沒有車站大樓，車站出入口直接連接月台。此站沒有自動售票機。

## 使用狀況
以下為近年1日平均乘車人次列表。
| 年度 | 1日平均 乘車人次 |
| ---- | ---------------- |
| 1999 | 30               |
| 2000 | 29               |
| 2001 | 36               |
| 2002 | 29               |
| 2003 | 24               |
| 2004 | 25               |
| 2005 | 22               |
| 2006 | 28               |
| 2007 | 29               |
| 2008 | 29               |
| 2009 | 22               |
| 2010 | 19               |
| 2011 | 19               |
| 2012 | 23               |
| 2013 | 25               |
| 2014 | 23               |
| 2015 | 24               |
| 2016 | 23               |
| 2017 | 25               |
| 2018 | 24               |

## 車站周邊
- 福力荒神社
- 大崎郵局
- 津山市立大崎小學（日语：津山市立大崎小学校）
- 國道179號（日语：国道179号）
- 岡山縣道412號福井美作大崎停車場線（日语：岡山県道412号福井美作大崎停車場線）
- 中鐵北部巴士（日语：中鉄北部バス）、柵原星之古里巴士（日语：柵原星のふる里バス）大崎巴士站

## 相鄰車站
西日本旅客鐵道（JR西日本）
 姬新線
■快速
通過
■普通
西勝間田－美作大崎－東津山

## 注腳
1. ↑  岡山縣統計年報 （页面存档备份，存于）（日語）

## 外部連結
- 美作大崎｜車站資訊：JR出門網 - 西日本旅客鐵道（日語）